# Ardagh Group
Die Ardagh Group S.A. mit Sitz in Luxemburg ist ein europäischer Hersteller von Glas- und Metallverpackungen für die Lebensmittel- und die Getränkeindustrie mit irischen Wurzeln. Das Unternehmen wurde 1932 als Irish Glass Bottle Company gegründet. Die Ardagh-Gruppe verfügt nach zahlreichen Übernahmen über insgesamt 57 Produktionsstandorte mit ca. 20.000 Mitarbeitern in 12 Ländern.
Die Aktien der Ardagh Group wurden an der New York Stock Exchange unter dem Kürzel ARD notiert. Der Handel wurde am 6. Oktober 2021 auf Betreiben der Ardagh Group eingestellt, es sollen nur noch Aktien der Ardagh Metal Packaging S.A. öffentlich gehandelt werden.

## Produkte und Dienstleistungen
Die Ardagh Group fertigt ein großes sogenanntes Hohlglas-Sortiment, vom Marmeladenglas über Bier- und Weinflaschen bis hin zu Glasverpackungen für die Pharmaindustrie. Darüber hinaus ist die Ardagh Glass ein Spezialist bei der Produktion von Leichtglasbehältern, die bereits über 50 Prozent der Produktion ausmachen.
Zur Ardagh Group gehört auch die Heye International GmbH, ein Anbieter von Maschinen und Ausrüstungen für die Behälterglasindustrie mit Sitz in Obernkirchen.
Ergänzt wird die Produktpalette durch ein umfangreiches Dienstleistungsprogramm. Es umfasst Glasveredelungen wie Rundum-Etikettierungen, Beschichtungen sowie verschiedene Dekorationstechniken.

## Geschichte
Im Jahr 2016 erhielt die Ardagh Group den Zuschlag im Übernahmeverfahren für 22 Werke der Konkurrenten Ball Corporation und Rexam, die diese aus kartellrechtlichen Gründen bei ihrer Fusion abstoßen mussten. Zwölf Werke davon befinden sich in Europa, acht in den USA und zwei in Südamerika. Der Kaufpreis betrug 3,4 Mrd. US-Dollar. Durch die Übernahme der 22 Werke stieg der Jahresumsatz von Ardagh auf einen Schlag um rund 3 Mrd. US-Dollar.

## Standorte

### Glas

Glasmarke von Ardagh Glass

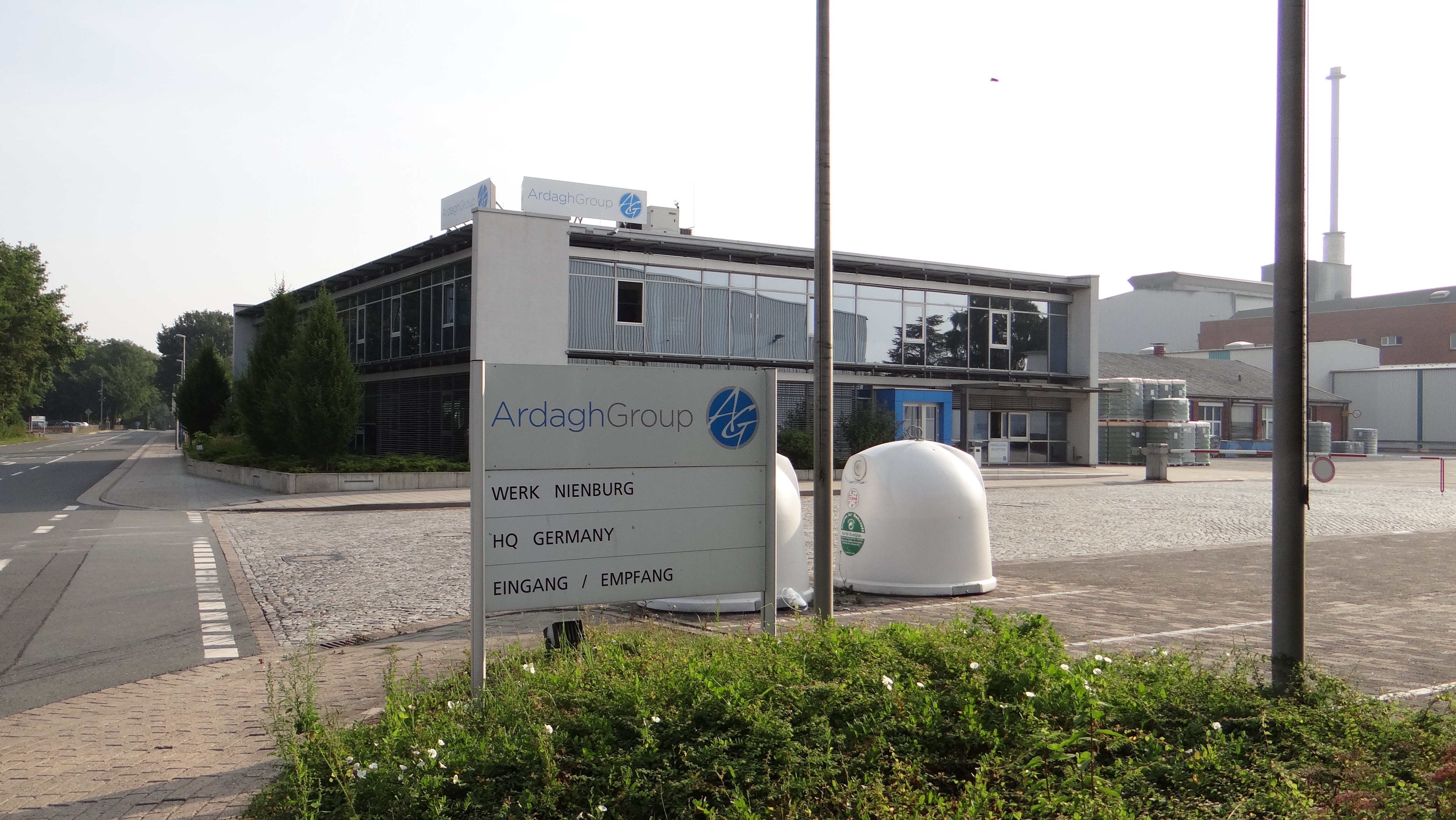
Ardagh Deutschland-Zentrale in Nienburg

Ardagh Glass verfügt über 35 Standorte für die Produktion von Glasverpackungen in sieben Ländern (Deutschland, Dänemark, Großbritannien, Italien, den Niederlanden, Polen, Schweden) mit etwa 7.000 Mitarbeitern. Ardagh Glass produzierte 2007 rund 3,4 Millionen Tonnen Glas.
In Deutschland produziert die Tochtergesellschaft Ardagh Glass GmbH mit Stammsitz in Nienburg (Niedersachsen) an acht Standorten mit ca. 2.500 Mitarbeitern:
- Nienburg (Niedersachsen): Die 1891 gegründete Glashütte wurde 1924 von der Bremer Brauerei Beck übernommen. Nachdem der belgische Konzern Interbrew (heute: Anheuser-Busch InBev) die Brauerei im Februar 2002 aufkaufte, wurde das Glaswerk, mit damals noch 1.270 Mitarbeitern, an Rexam verkauft.[5] 2007 wurde das Werk schließlich von der Ardagh Group übernommen und beschäftigt heute rund 700 Mitarbeiter (2017.[6]) In zehn Produktionslinien werden täglich rund 3,3 Millionen Glasbehälter für die Getränke- und Lebensmittelindustrie gefertigt. In Nienburg befindet sich auch die Europa-Zentrale von Ardagh Glass. Von hier aus werden die Aktivitäten aller 17 Standorte auf dem europäischen Festland geleitet.
- Obernkirchen (Niedersachsen): Das Unternehmen wurde 1799 von Johann Conrad Storm als Glasfabrik gegründet.[7] Ab 1842 ist Caspar Hermann Heye Alleineigentümer und der Firmenname ändert sich in „Hermann Heye“. Im Jahre 1958 verkauft die Eigentümerin Elisabeth Heye alle Anteile an die Familie Baum. Nach der Insolvenz der „Hermann Heye KG“ 2001 übernimmt Ardagh das Werk im Rahmen eines Asset Deals zum 1. Januar 2003. Heute produzieren ca. 280 Mitarbeiter an vier Produktionslinien bis zu 3,9 Millionen Glasbehälter pro Tag. Schwerpunkt sind Bier-, Wein- und Sektflaschen. In Obernkirchen befindet sich auch der Sitz von zwei weiteren Ardagh Glass Unternehmen: Heye International ist der Zulieferer für die internationale Glasindustrie. Das Unternehmen mit rund 400 Mitarbeitern hat sich auf die Fertigung von Produktionsanlagen spezialisiert. Des Weiteren werden hier Strategien zur Optimierung der Produktionsprozesse entwickelt und entsprechend implementiert und angeboten. Dazu gehörte das Unternehmen Unimould (die ehemalige Schaumburger Formenbau GmbH), welches  jährlich rund 12.000 Formen, 35.000 Stempel sowie weiteres Zubehör für die Glasindustrie fertigte. Das Unternehmen mit über 70 Beschäftigten belieferte Glashütten in aller Welt. Der Geschäftsbetrieb und die Fertigung wurde zum 30. August 2022 eingestellt. Das Unternehmen Unimould ist erloschen.
- Bad Münder (Niedersachsen): Nach dem Ersten Weltkrieg erwarb der Sohn eines Glashüttenbesitzers das Grundstück und errichtete eine Glashütte. Die Produktion wurde 1920 aufgenommen und nach wenigen Monaten Anfang 1921 wegen Rohstoffmangels wieder eingestellt. Am 1. Mai 1932 kaufte abermals der Sohn eines Glashüttenbesitzers das Werk. Die Produktion wurde 1933 aufgenommen. 1932 gilt als Gründungsjahr dieser Glashütte. Nach mehreren Wechseln im Gesellschafterkreis wurde die Glashütte 1971 vom schwedischen PLM-Konzern übernommen. 1999 wurde der gesamte PLM-Konzern von Rexam übernommen, der die Verpackungsglassparte 2007 und damit auch das Werk in Bad Münder an die Ardagh weiterverkaufte. Ca. 165 Mitarbeiter fertigen heute Behälterglas für Getränke und Lebensmittel sowie Glasverpackungen für die pharmazeutische Industrie.
- Drebkau (Brandenburg): Die Glashütte in Drebkau geht zurück auf die 1908 gegründete „Glashüttenwerk Drebkau Greiner & Co. GmbH“. Produziert wurden Bier- und Wassergläser, Flaschen und technische Gläser, beispielsweise für Labore und Laternen sowie Glaskonserven aus weißem und braunen Glas. Der Name ändert sich 1972 in „VEB Behälterglas Drebkau“. Im Jahre 1913 wurde die „Glashütte Opitz, Mudrack & Co.“ in Drebkau gegründet. Produziert wurde ursprünglich insbesondere technisches Glas und ab 1928 auch Behälterglas. Der Firmenname wurde 1946 in „VEB Glaswerk Drebkau“ geändert. Beide Betriebe wurden 1974 zur „VEB Glaswerk Drebkau“ fusioniert. Der ursprüngliche Betrieb von Greiner & Co. wurde 1992 stillgelegt und die Produktionsanlagen zurückgebaut. Die Produktion wurde zum Standort von Opitz, Mudrack & Co. verlagert. Die Übernahme erfolgte 1994 durch die „Lüner Glashüttenwerke“ und dadurch 2003 an Rexam und nachfolgend 2007 an Ardagh. Heute fertigen ca. 140 Mitarbeiter Flaschen für Bier, Spirituosen und nicht-alkoholische Getränke pro Tag. Das Produktionsvolumen liegt bei 1,1 Mio. Behältern am Tag.
- Germersheim (Rheinland-Pfalz): Das Werk entstand 1971 als Zweigwerk der in Obernkirchen gegründeten Hütte Heye-Glas. In Germersheim fertigen ca. 295 Mitarbeiter Bier-, Wein- und Sektflaschen. Das Produktionsvolumen beträgt 1,6 Mio. Glasbehälter pro Tag.
- Lünen (Nordrhein-Westfalen): In Lünen wird zunächst im Jahre 1897 eine Glasschleiferei gegründet. Wegen des gestiegenen Absatzes wird 1907 eine Glasschmelze notwendig, die 1908 ihren Betrieb aufnimmt. Zunächst werden durch Mundblasfertigung Getränke- und Milchflaschen hergestellt. In den 1920er Jahren wird die Schleiferei stillgelegt. In den 1930er Jahren wird die Produktion halbautomatisiert und Einmachgläser ins Programm aufgenommen. 1942 wird der Name von „Lüner Glasmanufactur“ in „Lüner Glashüttenwerke“ geändert. Ab 1956 wird die halbautomatische Produktion aufgegeben und auf Vollautomaten umgestellt. Milchflaschen und Einmachgläser werden nicht mehr produziert, stattdessen konzentriert man sich auf Glaskonserven. 1994 wird ein Betrieb in Drebkau übernommen. Im Jahre 2003 wird der Familienbetrieb an Rexam verkauft. Im März 2007 wird die Verpackungsglassparte von Rexam an die Ardagh Glass Group weiterverkauft. Heute produzieren ca. 220 Mitarbeiter an fünf Produktionslinien aus zwei Schmelzwannen täglich ca. 1,5 Mio. Glasbehälter aus ca. 450 t Glas.
- Neuenhagen (Brandenburg): In Neuenhagen werden verschiedene Sorten Weißglas produziert, insbesondere Nahrungsmittelgläser und Spirituosenflaschen. Etwa 140 Mitarbeiter fertigen hier täglich über 1,1 Millionen Glasbehälter. Gegründet wurde sie 1889 als Stralauer Flaschenfabrik, welche später in VEB Glaswerk Stralau umbenannt wurde. Firmensitz war Berlin Alt-Stralau. 1995 wurde in Neuenhagen ein neues Glaswerk gebaut. Das Werk in Berlin wurde 1997 nach einer Havarie geschlossen.
- Schleiden (Nordrhein-Westfalen): Die Glashütte wurde 1949 als Zweigwerk der Firma Heinz-Glas gegründet. Das Werk war ab 1970 nur noch ein Braunglashüttenbetrieb. Zum 1. Januar 1989 wurde die Glashütte in Schleiden an die damalige „Nienburger Glas“ verkauft. Rund 110 Mitarbeiter fertigten an zwei Produktionslinien aus einer Schmelzwanne vor allem Wein-, Sekt- und Champagnerflaschen. Das Werk Schleiden wurde zum Ende des Jahres 2008 geschlossen und die Produktion ins 300 km entfernte Germersheim verlagert.
- Wahlstedt (Schleswig-Holstein): Die Glasfabrik wurde 1947 gegründet. 1983 verkaufte die VEBA AG das Werk an die Nienburger Glas. Heute produzieren rund 185 Mitarbeiter täglich bis zu 1,5 Millionen Glasbehälter für nicht-alkoholische Getränke und Nahrungsmittel. Es wird ausschließlich Weißglas hergestellt.

### Metall
Der Bereich Metallverpackungen verfügt über 74 Standorte für die Produktion von Metallverpackungen in Europa, Asien, Australien, Afrika und Nordamerika. Metallverpackungen wurden 2010 durch die Akquisition der Impress BV integriert.
Die Metallsparte zählt in Deutschland aktuell neun Standorte. Zwei davon (Haßloch und Hermsdorf) kamen bei der jüngsten Übernahmewelle im Jahr 2016 zum Konzern hinzu.

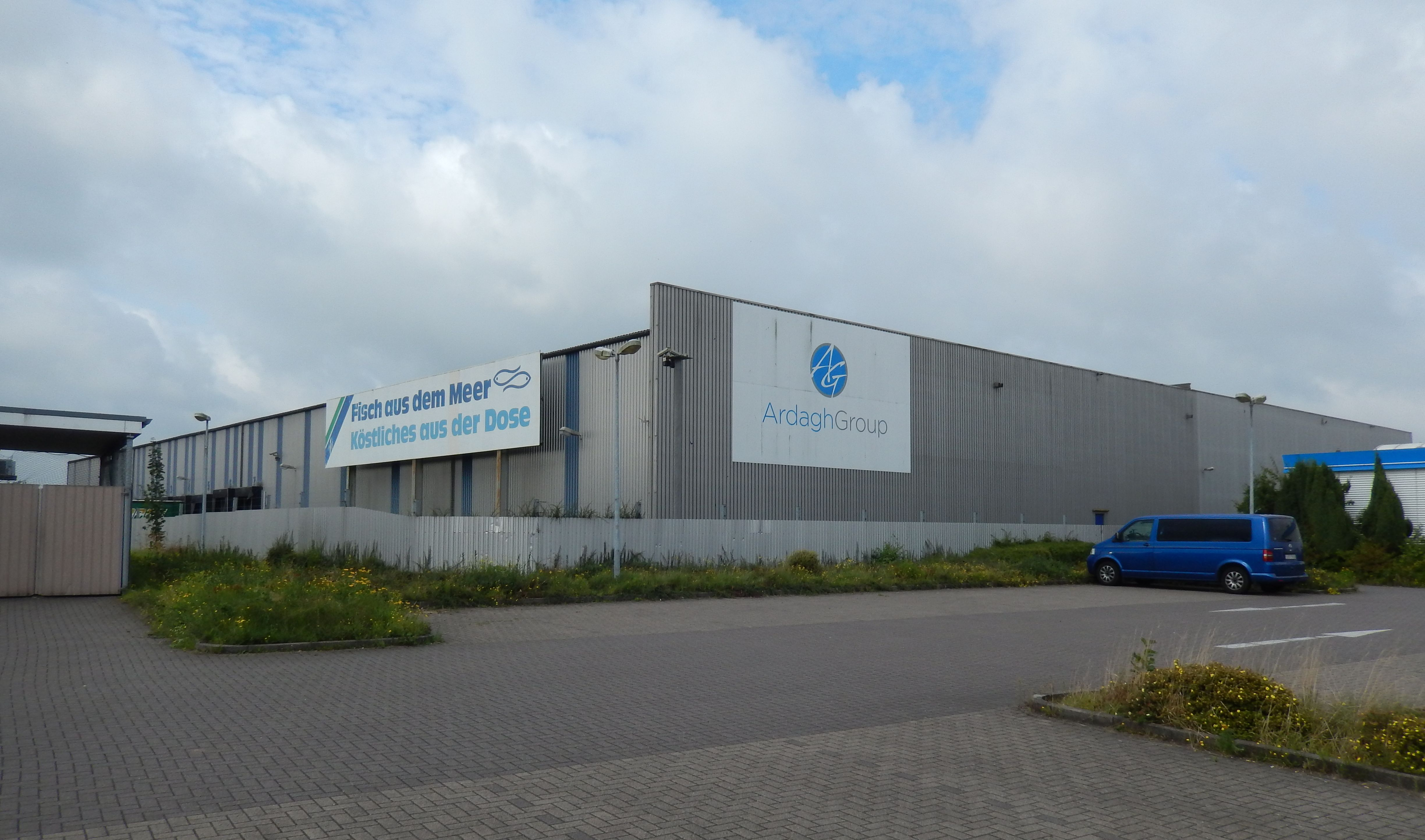
Ardagh Cuxhaven Fischdosenwerk

- Braunschweig (Niedersachsen): In Braunschweig befindet sich ein Produktionsstandort für Getränkedosendeckel.
- Cuxhaven (Niedersachsen): In Cuxhaven werden Dosen für die Fischindustrie gefertigt, insbesondere gezogene Verpackungen aus Aluminium und Aufreißdeckel. Gegründet wurde das Werk 1956.
- Dägeling (Schleswig-Holstein): Das kleinste Werk in Deutschland ist spezialisiert auf die Produktion von dreiteiligen Konservendosen für die Lebensmittelindustrie.
- Erftstadt (Nordrhein-Westfalen): Das ehemalige Stammwerk von May-Verpackungen (später US Can) fertigt Konservendosen und Aerosoldosen für die Lebensmittelindustrie.
- Haßloch (Rheinland-Pfalz): 1978 errichtetes Werk für Dosen, das 2016 von der Ball Corporation übernommen wurde.[8]
- Hermsdorf (Sachsen-Anhalt): Ein Werk für Dosen, das 1992 errichtet und 2016 von der Ball Corporation übernommen wurde.
- Seesen (Niedersachsen): Am Traditionsstandort werden Metall-Verpackungen für Lacke, Farben und Baustoffe produziert.
- Wedel (Schleswig-Holstein): Der Standort westlich von Hamburg ist spezialisiert auf die Produktion von Aerosoldosen für kosmetische und chemische Anwendungen.
- Weißenthurm (Rheinland-Pfalz): Das Werk ist spezialisiert auf die Herstellung sowie Bedruckung von Getränkedosen für viele namhafte Getränkehersteller.

In Österreich verfügt das Unternehmen über eine Dosenfabrik im niederösterreichischen Enzesfeld. Das Werk wurde 1983 von der damaligen Vereinigte Metallwerke Ranshofen-Berndorf (VMW) errichtet und im Jahr 2000 zunächst von Rexam aufgekauft, bevor es schließlich am 1. Juli 2016 in den Ardagh-Konzern integriert wurde. Im 24-Stunden-Schichtbetrieb werden dort von 150 Mitarbeitern jährlich rund 1,5 Milliarden Aluminiumdosen für Soft- und Energy Drinks sowie Bier in den Größen 0,25 und 0,5 Liter hergestellt – im Schnitt 50 Dosen pro Sekunde.